# Graziadio Nepi
Graziadio Nepi (Ferrara, 1759 – Cento, 18 gennaio 1836) è stato un rabbino e medico italiano, suddito dello Stato Pontificio.

## Biografia
Graziadio Nepi, medico e rabbino, studiò a Ferrara per dodici anni sotto Rabbi Jacob Moses e successivamente fu egli stesso il maestro di molti discepoli nella sua città natale. A causa della sua notevole preparazione sul Talmud fu mandato come deputato all'Assemblea di notabili ebrei convocata da Napoleone I a Parigi nel 1806. Partecipò al Sinedrio riunito da Napoleone a Parigi (1807), dove il Regno d'Italia inviò quattro deputati: Abraham Vita da Cologna; Isaac Benzion Segre, rabbino di Vercelli; Graziadio Neppi, medico e rabbino di Cento, e Jacob Israel Karmi, rabbino di Reggio. Dei quattro rabbini assegnati al comitato che doveva rispondere alle dodici domande proposte dall'Assemblea dei Notabili, due – Cologna e Segre – erano italiani e furono eletti rispettivamente primo e secondo Vice Presidente del Sinedrio.
Benzion Segre era uno degli oppositori della Cabala ebraica. Nepi fu uno dei suoi primi sostenitori.
Al suo ritorno venne chiamato alla Congregazione a Cento, dove ha ricoperto la posizione di rabbino fino alla sua morte. Il suo allievo Isaac Reggio diventò suo successore a Ferrara.
Nepi, che visse una vita ascetica, fu una delle più alte autorità religiose del suo tempo; e quasi tutti i rabbini italiani si affidarono a lui per consigli su problemi difficili.

## Opere
Ha pubblicato i seguenti lavori: 
- "Liwyat Ḥen," una collezione di responsa inviate a differenti rabbini;
- "Derushim," una collezione dei suoi sermoni;
- "Zeker Ẓaddiḳim li-Berakah," profili biografici e bibliografici di rabbini e studiosi ebrei. L'ultimo lavoro era destinato a completare "Shem ha-Gedolim" di Azulai; ma per mancanza di tempo l'autore non ha finito. È stato completato da M.S. Ghirondi col titolo "Toledot Gedole Yisrael", e pubblicato dal figlio di quest'ultimo (Trieste, 1853).

Il materiale è ricco, ma di scarso valore scientifico, ad eccezione delle biografie di studiosi italiani contemporanei.